# Cal Magí (Calafell)
Cal Magí és una obra de Calafell (Baix Penedès) protegida com a Bé Cultural d'Interès Local.

## Descripció
Es tracta d'un edifici de planta rectangular amb un gran pati situat al costat sud. La coberta és de dos aiguavessos, amb el carener perpendicular a la façana principal. La coberta és de teula àrab. La façana principal ha estat bastant modificada però conserva el portal original de pedra treballada, amb arc escarser que a la clau de volta té una creu i la data 1780. Al costat dret del portal hi ha un plafó de rajoles vidriades amb la data 25 de gener de 1839. Els murs són d'obra de fàbrica, probablement de maçoneria unida amb fang o morter de calç. Els sostres són unidireccionals probablement de bigues de fusta.